# Liste des sites classés et inscrits de Paris
Cet article recense les sites protégés à Paris, en France.

## Liste

### Sites classés
| Réf. | Site                                             | Arrondissement | Notes | Superficie (ha) | Date              | Coordonnées                      | Photo |
| ---- | ------------------------------------------------ | -------------- | --- | --------------- | ----------------- | -------------------------------- | ----- |
| 1018 | Allées de l'avenue Foch                          | 16e            | | 13,38           | 18 juin 1960      | 48° 52′ 22″ nord, 2° 17′ 05″ est |       |
| 7468 | Bois de Boulogne                                 | 16e            | Certains abords du bois sont protégés dans les Hauts-de-Seine                                                         | 860,31          | 23 septembre 1957 | 48° 51′ 37″ nord, 2° 15′ 08″ est |       |
| 7469 | Hameau Boileau                                   | 16e            | | 4,34            | 3 juillet 1970    | 48° 50′ 25″ nord, 2° 15′ 44″ est |       |
| 7470 | Jardins du Trocadéro                             | 16e            | | 12,82           | 31 août 1981      | 48° 51′ 28″ nord, 2° 17′ 24″ est |       |
| 7471 | Square du Vert-Galant                            | 1er            | | 0,18            | 14 mars 1958      | 48° 51′ 15″ nord, 2° 20′ 23″ est |       |
| 7472 | Jardin des plantes                               | 5e             | | 22,88           | 25 février 1974   | 48° 50′ 27″ nord, 2° 21′ 34″ est |       |
| 7474 | Square René-Viviani                              | 5e             | | 0,44            | 13 décembre 1957  | 48° 50′ 56″ nord, 2° 20′ 51″ est |       |
| 7475 | Allées de l'avenue de l'Observatoire             | 6e             | Jardin des Grands-Explorateurs Marco-Polo et Cavelier-de-la-Salle et esplanade Gaston-Monnerville                     | 2,82            | 13 juin 1961      | 48° 50′ 31″ nord, 2° 20′ 19″ est |       |
| 7476 | Cour de Rohan et passages                        | 6e             | | 0,07            | 1er août 1959     | 48° 50′ 59″ nord, 2° 20′ 22″ est |       |
| 7477 | Esplanade des Invalides                          | 7e             | | 12,49           | 19 novembre 1910  | 48° 51′ 25″ nord, 2° 18′ 47″ est |       |
| 7478 | Voies situées dans le 7e arrondissement          | 7e             | Avenues Breteuil, de Lowendal, de Saxe, de Ségur, de Tourville et de Villars ; places de Breteuil, Fontenoy et Vauban | 20,55           | 14 février 1963   | 48° 51′ 01″ nord, 2° 18′ 44″ est |       |
| 7480 | Parc Monceau                                     | 8e             | | 9,35            | 27 mars 1958      | 48° 52′ 33″ nord, 2° 18′ 33″ est |       |
| 7481 | Cours Albert-Ier                                 | 8e             | | 4,04            | 27 mars 1958      | 48° 51′ 42″ nord, 2° 18′ 23″ est |       |
| 7482 | Partie des Champs-Elysées avec le cours la Reine | 8e             | | 34,51           | 19 novembre 1910  | 48° 51′ 42″ nord, 2° 18′ 52″ est |       |
| 7483 | Jardins, avenue Gabriel                          | 8e             | Jardins des hôtels particuliers du 6 au 18 avenue Gabriel                                                             | 2,8             | 18 septembre 1963 | 48° 52′ 07″ nord, 2° 19′ 08″ est |       |
| 7484 | Bois de Vincennes                                | 12e            | Certains abords du bois sont protégés dans le Val-de-Marne                                                            | 988,87          | 22 novembre 1960  | 48° 49′ 36″ nord, 2° 26′ 00″ est |       |
| 7487 | Cité verte et parcelles la prolongeant           | 13e            | Cité verte et jardins du domaine de Notre-Dame-de-France, établissement scolaire voisin                               | 1,25            | 27 août 1979      | 48° 50′ 00″ nord, 2° 20′ 36″ est |       |
| 7488 | Parc Montsouris                                  | 15e            | | 16,73           | 10 octobre 1974   | 48° 49′ 08″ nord, 2° 20′ 18″ est |       |
| 7493 | Maquis de Montmartre                             | 18e            | Zone autour de la voie M/18 (ou passage de la Sorcière)                                                               | 0,33            | 27 novembre 1991  | 48° 53′ 17″ nord, 2° 20′ 07″ est |       |
| 7494 | Parc des Buttes-Chaumont                         | 19e            | | 26,92           | 23 juin 1958      | 48° 52′ 40″ nord, 2° 22′ 58″ est |       |
| 7496 | Partie romantique du cimetière du Père-Lachaise  | 20e            | Partie basse du cimetière, centrée sur la chapelle                                                                    | 21,04           | 17 décembre 1962  | 48° 51′ 40″ nord, 2° 23′ 35″ est |       |
| 7498 | Champ-de-Mars                                    | 7e             | | 31,73           | 22 octobre 1956   | 48° 51′ 10″ nord, 2° 17′ 54″ est |       |
| 7499 | Cité des Fusains                                 | 18e            | | 0,23            | 29 avril 1966     | 48° 53′ 06″ nord, 2° 19′ 56″ est |       |
| 8101 | Marché Saint-Germain                             | 6e             | | 1,38            | 18 mars 1981      | 48° 50′ 58″ nord, 2° 20′ 10″ est |       |

### Sites inscrits
| Réf. | Site            | Arrondissement | Notes                                                                                              | Superficie (ha) | Date            | Coordonnées                      | Photo |
| ---- | --------------- | -------------- | -------------------------------------------------------------------------------------------------- | --------------- | --------------- | -------------------------------- | ----- |
| 1079 | Villa Castel    | 20e            | | 0,11            | 23 octobre 1979 | 48° 52′ 06″ nord, 2° 23′ 16″ est |       |
| 7485 | Cité Daviel     | 13e            | | 0,34            | 10 mars 1976    | 48° 49′ 30″ nord, 2° 20′ 47″ est |       |
| 7497 | Ensemble urbain | Tous           | Comprend entre autres l'intégralité des 1er au 10e, 16e et 17e arrondissements, hors sites classés | 4 374,88        | 6 août 1975     | 48° 48′ 15″ nord, 2° 20′ 59″ est |       |